# Roxy Farhat
Roxy Farhat, född 1984 i Teheran, är en svensk konstnär och regissör uppvuxen i Örnsköldsvik och Göteborg.

## Biografi
Roxy Farhat är utbildad vid Konstfack i Stockholm och UCLA i Los Angeles. Farhat använder sig framför allt av video och performance i sitt konstnärskap. Hon är en prisbelönt musikvideoregissör, dokumentärfilmare och regisserade 2016 Dimen Abdullas radiopjäs Självporträtt för SR Drama tillsammans med Zhala Rifat. Hon är även presstalesperson för "Återställ våtmarkerna"

## Utmärkelser
- 2007 Gerlesborg School of Fine Arts Grant, Sparbanksstiftelsen Väst, Sweden[1]
- 2010 Studenternas Stipendium, Konstfack, Sweden
- 2010 Stiftelsen August Ringnérs Stipendiefond, Sweden
- 2010 Gertrude och Ivar Philipsons Stiftelse, Sweden
- 2011 Anders Sandrews Stiftelse, Sweden
- 2011 Teaching Assistantship, University of California, Los Angeles
- 2011 Resnick Scholarship, University of California, Los Angeles
- 2011 Bucknells Scholarship, University of California, Los Angeles
- 2011	Helge Ax:son Johnsons Stiftelse, Sweden
- 2011 Fredrika-Bremer-Förbundet, Sweden
- 2012 Teaching Assistantship, University of California, Los Angeles
- 2013  Längmanska kulturfonden
- 2013 Best Scandinavian Music Video 2013, Bergen International Film Festival (The Knife – A Tooth For An Eye)
- 2014 Nöjesguidens Malmö/Lundapris, Film 2013 (Gnučči – Finders Keepers)
- 2014 Best Editor, Berlin Music Video Festival 2014 (Gnučči – WORK!)

## Separat-/duoutställningar
- 2009 	HOUSEKEEPING, Centrifug, Konsthall C, Stockholm[1]
- 2010 	My Grandmother Married When She Was 14, Galleri Konstfack, Stockholm
- 2014 	I Just Never Talk to People About Things Like That/Hellre Trillar Jag Och Slår Ihjäl Mig duoutställning med Kakan Hermansson, NAU Gallery, Stockholm
- 2015 	Duoutställning med Josefin Hinders, Under Bron, Stockholm

## Musikvideor
- 2013  "A Tooth For An Eye" The Knife, Med-regissör/klippare/producent[1]
- 2013  “Finders Keepers” Gnučči, Regissör/klippare/animatör/producent
- 2014  “WORK!” Gnučči, Regissör/klippare/animatör/Med-producent
- 2014  “Prophet” Zhala, Animatör
- 2014  "För alla namn vi inte får använda" Europa Europa och The Knife, Regissör/klippare
- 2014  “I’m In Love” Zhala, Regissör/klippare/producent
- 2014  “A.RAB” Gnučči, Regissör/klippare/Med-producent
- 2015  "Dra åt helvete" Marit Bergman, Regissör/klippare/med-producent